# Золочевская улица (Киев)
Зо́лочевская у́лица (укр. Зо́лочівська ву́лиця) — улица в Подольском районе города Киева, местности Ветряные горы и посёлок Шевченко. Пролегает от переулка Межевой до улицы Сошенко.
Примыкают улицы Сухумская, Кобзарская, Красицкого, Орская,  Луки Долинского (Кареловская), Каневская, Гамалиевская (Александра Бестужева), Байды-Вишневецкого (Осиповского), Чигиринская, Ивана Ижакевича, переулки Моринецкий и Золочевский.

## История
Начальные кварталы возникли в 1-й половине XX века под названием улица Котляревского, в честь писателя Ивана Котляревского. Продолжение улицы проложено в середине XX века под названием 720-я Новая. Обе части объединены под современным названием в честь города Золочева в 1955 году.